# American Association of Port Authorities
 (septembre 2018).
L'American Association of Port Authorities (AAPA), association américaine des autorités portuaires en français, est une organisation professionnelle nord-américaine fondée en 1912. Elle est destinée à faciliter les échanges entre les autorités portuaires et ses partenaires. 

## Objectifs
L'American Association of Port Authorities représente plus de 130 autorités portuaires publiques des États-Unis, du Canada, des Caraïbes et d'Amérique latine. Son siège était situé à Alexandria en Virginie depuis 1984 avant son déménagement à Washington D.C. en 2021. 
Le rôle de l'AAPA, est de permettre et faciliter les échanges entre les autorités portuaires et leurs partenaires de l'industrie maritime. Elle possède pour cela trois missions principales. Elle promeut le lien et les échanges d'information entre ses membres, permet la montée en compétence des professionnels du secteur, et promeut les intérêts des ports américains auprès des décideurs, notamment du Département des Transports des États-Unis.
Afin de souligner l'intérêt et le rôle stratégique majeur de l'industrie portuaire dans l'économie américaine, l'AAPA indique que les importations et exportations de chacun des 50 États reposent sur une quinzaine de ports seulement. Cela génère un mouvement de marchandises évalué à 5,5 milliards de dollars quotidiennement. De plus, elle évalue que 23 millions d'emplois aux États-Unis sont en lien avec l'activité des ports.

## Organisation
La gouvernance est assurée par un conseil d'administration composé de 50 membres élus, provenant de chacune des régions portuaires. Les membres sont organisés en quatre comités (Caraïbes, États-Unis, Canada et Amérique latine) , chacun dirigé par un président. De plus, 11 comités techniques permettent d'établir une politique cohérente sur des sujets spécifiques tels que l'environnement, la défense ou encore le développement économique.

## Problématiques actuelles
Les ports américains font face aujourd'hui à plusieurs problématiques : 
- investissements nécessaires à l'entretien et à l'amélioration des infrastructures portuaires ;
- développement nécessaire de la multi-modalité pour le transport de fret ;
- préserver un niveau de sécurité portuaire élevé face aux nombreuses et différentes menaces ;
- faire face aux problèmes climatiques, notamment en réduisant la pollution atmosphérique et du milieu maritime.

Face à ces problématiques, l'AAPA porte la voix de ses membres aux décideurs politiques.